# Herpotrichia
Herpotrichia is een geslacht van schimmels behorend tot de familie Melanommataceae. De typesoort is Herpotrichia rubi.

## Soorten
Volgens Index Fungorum telt het geslacht 64 soorten (peildatum oktober 2023):
| Soortnaam                      | Auteur(s)                              | Publicatiejaar |
| ------------------------------ | -------------------------------------- | -------------- |
| Herpotrichia alligata          | (Fr.) M.E. Barr                        | 1992           |
| Herpotrichia alpincola         | Rehm                                   | 1906           |
| Herpotrichia arizonica         | M.E. Barr                              | 1992           |
| Herpotrichia australis         | S.K. Bose                              | 1961           |
| Herpotrichia bakeri            | Syd. & P. Syd.                         | 1917           |
| Herpotrichia bambusana         | Henn.                                  | 1908           |
| Herpotrichia boldoae           | Speg.                                  | 1910           |
| Herpotrichia brasiliensis      | Rick                                   | 1933           |
| Herpotrichia brenckleana       | Petr.                                  | 1923           |
| Herpotrichia caesalpiniae      | (Doidge) Sivan.                        | 1972           |
| Herpotrichia calamicola        | J. Fröhl. & K.D. Hyde                  | 2000           |
| Herpotrichia callimorpha       | (Auersw.) G. Winter                    | 1885           |
| Herpotrichia caulogena         | Feltgen                                | 1903           |
| Herpotrichia chilensis         | Speg.                                  | 1910           |
| Herpotrichia cirrhostoma       | (Berk. & Broome) Petch                 | 1912           |
| Herpotrichia dalisayi          | K.D. Hyde & Aptroot                    | 1998           |
| Herpotrichia decidua           | (Ellis & Everh.) M.E. Barr             | 1992           |
| Herpotrichia detzneriae        | Otani                                  | 1971           |
| Herpotrichia diffusa           | (Cooke) Ellis & Everh.                 | 1892           |
| Herpotrichia ellisii           | (Sacc. & P. Syd.) M.E. Barr            | 1992           |
| Herpotrichia ephedrae          | Kuhnh.-Lord. & J.P. Barry              | 1949           |
| Herpotrichia fusispora         | Chi Y. Chen & W.H. Hsieh               | 2004           |
| Herpotrichia gelasinosporoides | (J.N. Kapoor, S.P. Lal & Bahl) Arx     | 1981           |
| Herpotrichia henkeliana        | Syd. & P. Syd.                         | 1921           |
| Herpotrichia herbarum          | (Wehm.) M.E. Barr                      | 1992           |
| Herpotrichia herpotrichoides   | (Fuckel) P.F. Cannon                   | 1982           |
| Herpotrichia hippocrateae      | Tilak                                  | 1975           |
| Herpotrichia indica            | Anahosur                               | 1971           |
| Herpotrichia laricina          | Feltgen                                | 1901           |
| Herpotrichia leptospora        | Kirschst.                              | 1911           |
| Herpotrichia lignicola         | (Mouton) S.K. Bose                     | 1961           |
| Herpotrichia macrotricha       | (Berk. & Broome) Sacc.                 | 1883           |
| Herpotrichia mangrovei         | E.B.G. Jones & Vrijmoed                | 2003           |
| Herpotrichia melanotricha      | Saccas                                 | 1954           |
| Herpotrichia millettiae        | Sivan.                                 | 1972           |
| Herpotrichia monospermatis     | P.G. Sathe & K.M. Mogarkar             | 1973           |
| Herpotrichia moravica          | Petr.                                  | 1914           |
| Herpotrichia mulleri           | Tilak & S.B. Kale                      | 1969           |
| Herpotrichia myriangii         | Racib.                                 | 1909           |
| Herpotrichia nectrioides       | Rehm                                   | 1901           |
| Herpotrichia nigra             | R. Hartig                              | 1888           |
| Herpotrichia nigrotuberculata  | (I. Hino & Katum.) Piroz.              | 1972           |
| Herpotrichia nypicola          | K.D. Hyde & Alias                      | 1999           |
| Herpotrichia occulta           | Rick                                   | 1933           |
| Herpotrichia ochrostoma        | Feltgen                                | 1903           |
| Herpotrichia palmicola         | J. Fröhl. & K.D. Hyde                  | 2000           |
| Herpotrichia pandei            | S.K. Bose                              | 1961           |
| Herpotrichia petrakiana        | S.K. Bose                              | 1960           |
| Herpotrichia philippinensis    | Rehm                                   | 1914           |
| Herpotrichia pinetorum         | (Fuckel) G. Winter                     | 1885           |
| Herpotrichia quinqueseptata    | Weir                                   | 1915           |
| Herpotrichia rara              | Kirschst.                              | 1935           |
| Herpotrichia rhenana           | Fuckel                                 | 1870           |
| Herpotrichia rhodospiloides    | Peck                                   | 1909           |
| Herpotrichia rhodosticta       | (Berk. & Broome) Sacc.                 | 1883           |
| Herpotrichia setosa            | M.E. Barr                              | 1992           |
| Herpotrichia striatispora      | Papendorf & Arx                        | 1967           |
| Herpotrichia symphoricarpi     | (Tracy & Earle) M.E. Barr              | 1968           |
| Herpotrichia tenuispora        | Kirschst.                              | 1906           |
| Herpotrichia vaginatispora     | Q. Tian, Wanas., Camporesi & K.D. Hyde | 2015           |
| Herpotrichia villosa           | Samuels & E. Müll.                     | 1979           |
| Herpotrichia xiaokongensis     | G.C. Ren & K.D. Hyde                   | 2021           |